# Ángela Ruiz Robles
Ángela Ruiz Robles (Villamanín, 1895 – Ferrol, 27 ottobre 1975) è stata una scrittrice e inventrice spagnola.
Il suo brevetto di Enciclopedia Mecánica è considerato tra i precursori del moderno ebook.

## Biografia
Ángela Ruiz Robles nacque a Villamanín, nella comunità autonoma spagnola di Castiglia e León, nel 1895. Qui studiò in un istituto magistrale e diede lezioni di stenografia, dattilografia e contabilità in alcune scuole locali finché nel 1918 ottenne il posto di maestra a Ferrol, in Galizia, dove si distinse per il suo impegno pedagogico e sociale.
Attiva anche come scrittrice, nel 1938 pubblicò i suoi primi tre libri; nel 1946, quando le opere pubblicate erano già sedici, divenne direttrice della Escuela Nacional de Niñas del Hospicio e insegnante presso la Escuela Obrera Gratuita. In seguito fu direttrice del Colegio Ibáñez Martín fino al pensionamento, avvenuto nel 1959.
Accanto all'attività di maestra e scrittrice, Ángela Ruiz Robles si dedicò anche alla progettazione di strumenti per l'innovazione didattica, che riteneva dovesse stare al passo con l'evoluzione tecnologica dell'epoca. A partire dal 1944 brevettò una “macchina steno-dattilografica”, un “atlante scientifico-grammaticale” con il fine di far conoscere il territorio spagnolo attraverso grammatica, sintassi, morfologia, ortografia e fonetica e, nel 1949, la Enciclopedia Mecánica. Come inventrice, fu nominata amministratrice delegata della Agrupación Sindical de Inventores españoles della Galizia e presidente provinciale della Federación Politécnica Científica de Inventiva Internacional. 
Ángela Ruiz Robles morì a Ferrol (La Coruña) nel 1975.

## Enciclopedia Mecánica
L'invenzione chiamata Enciclopedia Mecánica (registrata con il brevetto nº 190698 in data 7 dicembre 1949 ) fu concepita da Ángela Ruiz Robles con l’intento di alleggerire le cartelle degli alunni, ma anche di insegnare in diverse lingue, di dotare i contenuti di elementi sonori, di rendere comoda la lettura e piacevole l’apprendimento. Erano inoltre previsti vantaggi per editori e autori, come si evince al termine della descrizione che l’inventrice stessa fa della sua Enciclopedia:
«Aperta, è costituita da due parti. A sinistra presenta una serie di abecedari automatici in tutte le lingue: con una leggerissima pressione su di un pulsante escono le lettere desiderate e formano parole, frasi, una data lezione o tema e qualsiasi altro tipo di testo. 
Nella parte superiore destra degli abbecedari c’è una bobina con ogni sorta di disegno lineare, mentre a sinistra un'altra con disegni decorativi e figurativi. Nella parte inferiore degli abecedari una plastica per scrivere, operare o disegnare. All’interno, un astuccio in cui conservare le discipline.
La parte destra è destinata alle materie, che, passando sotto ad una lamina trasparente e indistruttibile ed applicando la proprietà di ingrandimento, possono presentarsi come libri luminosi e illuminati, in modo da poter essere letti senza luce. Si possono utilizzare tinte o colori fluorescenti o fosforescenti che consentano una comoda lettura al buio. Una parte della cassa contiene al suo interno un dispositivo magnetofonico, o un mezzo analogo di registrazione sonora, che permette di aggiungere suoni alle lezioni svolte. Un'altra parte del libro o dell’astuccio è provvista di strumenti per il disegno o per il lavoro, come orologio, bussola, termometro, barometro o qualsiasi strumento si ritenga opportuno.
Alla destra e sinistra della parte in cui passano le materie ci sono due bobine in cui si inseriscono i libri che si desidera leggere, in qualsiasi lingua; con un movimento di queste, si fanno scorrere i temi, facendo le pause quando si voglia, o li si riavvolge. Le bobine sono automatiche e si possono estrarre dalla custodia della Enciclopedia e distendere, lasciando visibile l’intera materia. Possono essere poste su un tavolo, come i libri attuali, o perpendicolarmente, per agevolare la comodità del lettore. Tutte le sue parti sono rimpiazzabili. Chiusa, rimane delle dimensioni di un normale libro ed è di facilissimo maneggio. Il peso può essere sui quattro chili, ma una volta industrializzato sarà ridotto notevolmente. Per autori e editori il costo delle opere diminuisce considerevolmente, dal momento che non hanno bisogno né di rilegatura né di copertina e viene stampata in una sola tirata. »
Nel 1962 Ángela Ruiz Robles registrò un secondo brevetto (nº 276346): si trattava di un “apparecchio per lettura ed esercizi vari”.
Nel 1970 le venne proposto di registrare il suo brevetto negli Stati Uniti, ma la maestra preferiva che la sua invenzione venisse sviluppata in Spagna. L’Enciclopedia non venne mai realizzata per mancanza di finanziamenti, nonostante i diversi premi e riconoscimenti ottenuti. Si arrivò soltanto alla realizzazione di un prototipo presso il Parque de Artillería di Ferrol, sotto la personale supervisione dell’inventrice. Il modello è stato poi esposto nel Museo Nacional de Ciencia y Tecnología di La Coruña. 
Dal 2006 l’enciclopedia è stata inserita nella mostra del Museo Pedagóxico de Galicia (MUPEGA) a Santiago di Compostela fino al 2012, anno in cui venne trasferita nella collezione permanente del Museo de Ciencia y Tecnología di La Coruña.

## Premi e riconoscimenti
Nel 1947 le venne conferita la croce dell’Ordine Civile di Alfonso X il Saggio.
1952 ricevette la medaglia d’oro alla Primera Exposición Nacional de Inventores Españoles.
1957 vinse l’oscar per l’invenzione della Feria Oficial y Nacional di Saragozza e la medaglia di bronzo all’Esposizione Internazionale di Bruxelles, dove l’anno seguente ottenne anche quella per l’innovazione pedagogica e nel 1963 la medaglia d’argento.
Nel 1998, per iniziativa di movimenti collettivi e del Consiglio di Ferrol, fu reso omaggio all'intera opera di Ángela Ruiz Robles, collocando una targa commemorativa in suo nome sulla facciata del Centro de Educacion Infantil y Primaria Ibáñez Martín.